# Montana Cox
Montana Cox (Victoria, 2 de septiembre de 1993) es una modelo australiana, más conocida como la ganadora del Ciclo 7 de Australia's Next Top Model.

## Australia's Next Top Model
Cox fue anunciada como la ganadora de Australia's Next Top Model, Ciclo 7 en la Ópera de Sídney el 25 de octubre de 2011, imponiéndose sobre Liz Braithwaite y Simone Holtznagel durante la gran final.
En el Episodio 1, Cox se destacó por su potencial belleza durante la primera sesión de fotos al natural. Logró llegar al Top 20 y viajar a París, Francia donde el fotógrafo Jez Smith confesó, "no puedes tomar una mala fotografía con ese bello rostro". En los Episodios 5 y 6, Cox fue declarada como una de las más fuertes luego de recibir el primer llamado durante dos semanas consecutivas. Durante el Episodio 6, la fotógrafa americana Gabrielle Revere confesó, "Puedo verte en Nueva York, puedo verte audicionando. En verdad puedo Montana. Creo que puedes hacerlo."
En el Episodio, Cox se convirtió en una de las más fuertes nuevamente luego de que el fotógrafo Simon Upton confiese, "Estoy sorprendido por Montana. Es la indicada para ganar esta competencia". En el Episodio 10, Cox consiguió su primer llamado por su fotografía en lencería vintage. En el Episodio 11, Cox ganó el desafío de los go-sees luego que el diseñador Fernando Frisoni confesara, "Te contrataría con mis ojos cerrados. Te consideraría para abrir un desfile". En el mismo episodio, fue elegida la primera finalista en llegar a la gran final en la Ópera de Sídney. En el Episodio 12, las tres finalistas viajaron a Dubái, Emiratos Árabes Unidos en donde participaron en dos sesiones fotógraficas de alta costura. El fotógrafo Georges Antoni confesó a Cox como su favorita luego de las dos sesiones realizadas.
Durante la última decisión de los jueces, Sarah Murdoch, Charlotte Dawson y Antoni dieron su veredicto eligiéndola como la posible ganadora, con Murdoch llamándola "una supermodelo en fabricación." En el Episodio 13, el diseñador Alex Perry la encontró parecida a Cindy Crawford y confesó "Montana es el calibre de modelo que podrían ver en una revista internacional". Luego de ganar, la editoria de Harper's Bazaar Australia, Edwina McCann,  confesó que Cox fue, "el mayor descubrimiento hecho por Australia's Next Top Model o cualquier otro Next Top Model".
Mientras se encontraba en el show, Cox ganó una campaña nacional con Blackmores así como un editorial en la revista Telegraph's Sunday.

## Carrera
Como ganadora, Cox apareció en la portada deHarper's Bazaar Australia, así como también en un editorial de ocho páginas en la misma revista. Sus otros premios incluyeron un contrato de modelaje con Chic Model Management, veinte mil dólares en efectivo, un Ford Fiesta y un viaje a Nueva York para audicionar en NEXT Model Management.

## Vida personal
Cox fue la capitana de la casa de Nillumbik en la Eltham College, y finalizó su año doce en 2011. Sus hobbies incluyen netball, basketball, running y asistir al gimnasio. Durante el, Cox se convirtió en gran amiga de otra de las finalistas, Simone Holtznagel. Se encuentra actualmente soltera.

## Sucesión
| Predecesor: Amanda Ware | Montana Cox | Sucesor: Desconocida |

- Datos: Q2890427
- Multimedia: Montana Cox / Q2890427